# Marta Martorell i Méndez
Marta Martorell i Méndez   (Barcelona, 11 de gener de 1934) és una actriu de doblatge i cantant catalana, coneguda per posar la veu al personatge de Jessica Fletcher interpretat per Angela Lansbury a la sèrie S'ha escrit un crim, i al d'Angela Channing (Jane Wyman) de Falcon Crest. Ha posat la veu habitualment a Maggie Smith (per exemple, fent de duquessa de York en català a Ricard III  o en el personatge de Violet Crawley en castellà a la sèrie Downton Abbey), Margaret Dumont (a Una nit a l'òpera) i Alice Drummond. També ha doblat Gloria Stuart en el paper de Rose Dawson Calvert a la pel·lícula èpica romàntica Titanic de James Cameron, així com Rosemary Harris fent de tia May a la trilogia d'Spider-Man.
Després de treballar al teatre i a la televisió, es va introduir al món del doblatge a la dècada del 1950 a través de l'estudi La Voz de España, a Barcelona. Un dels primers treballs va ser el paper d'una nena al doblatge en castellà de la pel·lícula The Snorkel. En català, a partir de la fundació de TV3, va participar en els doblatges de sèries com Dallas i Hotel Fawlty.
També ha participat en doblatges de pel·lícules musicals, com La bella i la bèstia, on feia de la senyora Potts.
El 1987 va rebre un premi Faristol d'Or.
És mare de dues actrius de doblatge: Marta i Maria del Mar Tamarit.